# Rábanos (kommun i Spanien, Provincia de Burgos, lat 42,31, long -3,28)
Rábanos är en kommun i Spanien.   Den ligger i provinsen Provincia de Burgos och regionen Kastilien och Leon, i den norra delen av landet, 210 km norr om huvudstaden Madrid.